# Bekeő Benedek Lajos
Bekeő Benedek Lajos, Bekeő Benedek Alajos (Pusztagyarmat, 1794. június 1. – Deáki, 1846. szeptember 3.) Benedek-rendi szerzetes, pap.

## Élete
A középiskola befejezése után a Benedek-rendbe lépett.Teológiai tanulmányait Pannonhalmán folytatta. 1815–1819 között Győrött volt tanár. 1821. szeptember 13-án pappá szentelték. 1821–1822-ben ismét Győrött, 1822–1823-ban Komáromban, 1823–1825 között Sopronban, 1825–1828 között Kőszegen, 1828–1831 között ismét Komáromban volt tanár. 1831–1834-ben Komáromfüssön, 1834-ben Deákiban a plébánia adminisztrátora volt.

## Művei
- Méltóságos és főtisztelendő Kováts Tamás ő nagyságának, midőn a Pannonhegyről nevezett szent-mártoni főapátság székébe iktatnék, a rév-komáromi gymnasiumtól ajánlva. Győrött, 1830